# Richard Lee-Sung
Richard Lee-Sung is een Amerikaans acteur, vooral bekend geworden door zijn vele gastoptredens in televisieseries en rolletjes in films als Inspector Gadget.

## Filmografie
- Forbidden Warrior (2004) - Oude tovenaar
- Inspector Gadget (1999) - Odd Job
- American Me (1992) - Eigenaar restaurant
- Another 48 Hrs. (1990) - Ruziënde man
- Man Against the Mob: The Chinatown Murders (televisiefilm, 1989) - Jackie Fong
- Let It Ride (1989) - Bezoeker Chinees restaurant
- Tour of Duty televisieserie - Money Player (Afl., Saigon: Part 2, 1989)
- Beverly Hills Brats (1989) - Hse
- Firewalker (1986) - Chinese Man/De generaal
- Armed Response (1986) - Kenji
- Airwolf televisieserie - Leider bandieten (Afl., Once a Hero, 1984)
- The Jerk, Too (televisiefilm, 1984) - Hobo Lee
- Manimal televisieserie - Pit Boss (Afl., Breath of the Dragon, 1983)
- Voyagers! televisieserie - Tartar (Afl., The Travels of Marco...and Friends, 1982)
- Archie Bunker's Place televisieserie - Curly (Afl., Double Date, 1982)
- Trapper John, M.D. televisieserie - Masseur (Afl., Candy Doctor, 1982)
- Slapstick (Of Another Kind) (1982) - Rol onbekend
- M*A*S*H televisieserie - Boer (Afl., That Darn Kid, 1982)
- Foul Play televisieserie - Ha-chu (Episode 1.1, 1981)
- Fantasy Island televisieserie - Mongoolse strijder (Afl., The Heroine/The Warrior, 1981)
- M*A*S*H televisieserie - Peddler #2 (Afl., Snap Judgment, 1981)
- Pink Lady televisieserie - Shecky Nakamoto (Episode 1.1, 1980, niet op aftiteling)
- How the West Was Won televisieserie - The Sentinel (Afl., China Girl, 1979)
- What's Happening!! televisieserie - Mr. Wing (Afl., The Eviction, 1979)
- M*A*S*H - Koreaanse man (Afl., Good-Bye Radar: Part 1, 1979)
- Salvage 1 televisieserie - Insurgent #2 (Afl., Shangri-la Lil, 1979)
- M*A*S*H - Ham Kim (Afl., A Night at Rosie's, 1979)
- The Incredible Hulk televisieserie - Simon Ming (Afl., Another Path, 1978)
- M*A*S*H - Sang Nu (Afl., The Smell of Music, 1978)
- The Hardy Boys/Nancy Drew Mysteries televisieserie - Chu (Afl., The Mystery of the Jade Kwan Yin, 1977)
- M*A*S*H - Rol onbekend (Afl., Change Day, 1977)
- Happy Days televisieserie - Terukazu (Afl., Arnold's Wedding, 1976)
- M*A*S*H - Cho Man Chin (Afl., Bug Out, 1976)
- Starsky and Hutch televisieserie - Clint Takahashi (Afl., Murder at Sea, 1976)
- M*A*S*H - Cho (Afl., Dear Mildred, 1975)
- Keep on Truckin' televisieserie - Rol onbekend (1975)
- The Apple Dumpling Gang (1975) - Oh So
- Judge Dee and the Monastery Murders (televisiefilm, 1974) - Eerste chauffeur
- Kung Fu televisieserie - Vierde meester (Afl., The Devil's Champion, 1974)
- Dynamite Brothers (1974) - Kung Fat
- M*A*S*H - Tweede Koreaan (Afl., Officer of the Day, 1974)
- I Spy televisieserie - Zeeman (Afl., Chrysanthemum, 1965)